# 尾州廻船内海船船主 内田家

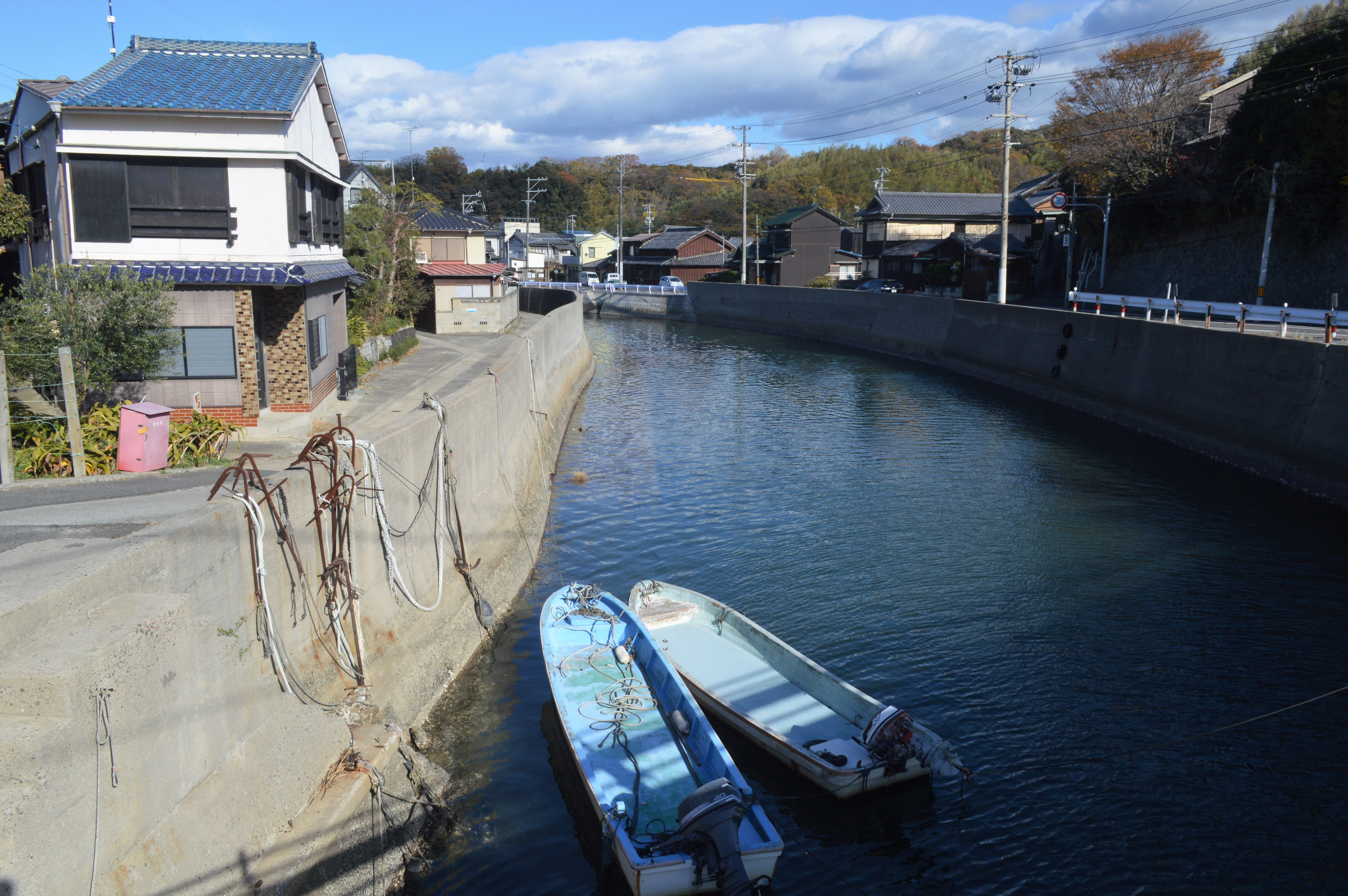
近くを流れる内海川

尾州廻船内海船船主 内田家（びしゅうかいせんうつみぶねふなぬし うちだけ）は、愛知県知多郡南知多町にある古民家。

## 概要
廻船業者である内海船（うつみぶね）の有力船主だった内田家の邸宅であり、本家である「内田佐七家」の家屋と分家である「内田佐平二家」の家屋からなる。内田佐七家の主屋や座敷は1869年（明治2年）の建築であり、1872年（明治5年）までには敷地内のすべての建物が完成している。
2017年（平成29年）7月31日には内田佐七家が重要文化財に指定された。文化財指定名称は旧内田家住宅（きゅううちだけじゅうたく）。2018年（平成30年）には内田佐平二家が登録有形文化財に登録された。

## 歴史

### 内海船とは
江戸時代には尾張国を拠点とする廻船業者集団として尾州廻船があり、知多半島南西岸の内海やその周辺を拠点とした尾州廻船を内海船（うつみぶね）と呼んだ。預かった積荷の運送料を利益とした樽廻船や菱垣廻船とは異なり、尾州廻船・内海船は購入した商品を運送先で売却して利益を得ていた。江戸から瀬戸内海までの広い範囲を大型船で航海して活動した。

### 内田家
内田家は19世紀前半に廻船業に手を付け、2代目内田佐七が現在の内田佐七家を建設した。内田家は内海船船主組合「戎講」の役員となるなど、内海船の有力船主として知られた。内田家住宅は太平洋岸に現存する廻船船主の家屋の中では大規模なものであるとされる。
内田家は明治時代中期には廻船業から手を引き、4代目内田佐七は内海と武豊を結ぶ乗合自動車（知多バスの前身）を運行したり、名古屋の堀川銀行を移転させて内海銀行（後の東海銀行や現在の三菱UFJ銀行のルーツのひとつ）を設立したり、盛田善平らとともに敷島製パン株式会社の創立に参画するなど、多数の地域事業に関与した。1969年（昭和44年）には4代目内田佐七が亡くなり、内田家住宅からは住人がいなくなった。

### 文化財登録
1996年（平成8年）10月には保存整備事業が開始され、1997年度（平成9年度）から2000年度（平成12年度）には、日本福祉大学知多半島総合研究所によって建物現状調査と所蔵品調査が行われた。2005年（平成17年）3月2日には内田家住宅の土地と家屋が所有者から南知多町に寄贈され、2005年度（平成17年度）と2006年度（平成18年度）に建物の修復工事を行ったうえで、2006年（平成18年）12月から一般公開を開始した。
2008年（平成20年）3月25日には南知多町指定有形文化財に指定され、2017年（平成29年）7月31日には「旧内田家住宅」として重要文化財に指定された。重要文化財の指定理由として、「廻船主の住宅としての特徴をよく備え、明治初期に成立した屋敷構えをほぼ完全に留めており、太平洋側で希少な廻船主の住宅として高い価値を有している」と評価されている。知多半島の近代和風建築として初めて重要文化財に指定された建築物である。
2010年（平成22年）7月24日には内田佐平二家当主の内田佐太臣によって、旧内田佐平二家住宅の土地と家屋も南知多町に寄贈された。主屋・土蔵・離れの修復工事を行った上で、旧内田佐平二家住宅は2016年（平成28年）7月9日から一般公開を行っている。2018年（平成30年）11月2日には旧内田佐平二家住宅が登録有形文化財に登録された。

## 建物
内田佐七家住宅
- 主屋 - 1869年（明治2年）建築。内田家の住人が日常生活を送った。広い土間にはマツ材を用いた太い梁が架けられている[2]。仏間に隣接した神屋には航海安全を祈願して、金刀比羅宮や多賀大社や伊勢神宮が祀られている。
- 座敷 - 1869年（明治2年）建築。「上の間」「次の間」「茶の間」「奥のこま」からなる。座敷では内海船船主組合「戎講」の寄合などが行われた[2]。
- いんきょ - 1872年（明治5年）建築。1874年（明治7年）には知多半島3番目の郵便局として東端郵便取扱所が開設された。
- 庭園 - 主庭、小庭、前庭という3つの庭がある。

内田佐平二家住宅
- 主屋 - 1872年（明治5年）建築。

## 指定・登録文化財

### 重要文化財（国指定）
内田佐七住宅は、下記の建造物9棟及び土地が「旧内田家住宅」として2017年（平成29年）7月31日、重要文化財に指定され、棟札等の関連資料が重要文化財の附（つけたり）として指定されている。
- 主屋
- 座敷
- 隠居屋
- 新納屋及び表門
- 米蔵
- 戌亥蔵
- 納戸蔵
- 味噌部屋・漬物部屋・焚物部屋
- 箱蔵
- 附：棟札2枚
- 附：家相図5枚
- 附：平面図1枚
- 土地（宅地及び原野）1730.95平方メートル（敷地内の井戸4基、塀2所、門を含む）

### 登録有形文化財
内田佐平二住宅は、下記の建造物5棟が2018年（平成30年）11月2日、登録有形文化財に登録されている。
- 主屋
- 土蔵
- 隠居屋
- 表門及び納屋
- 透塀

## ギャラリー

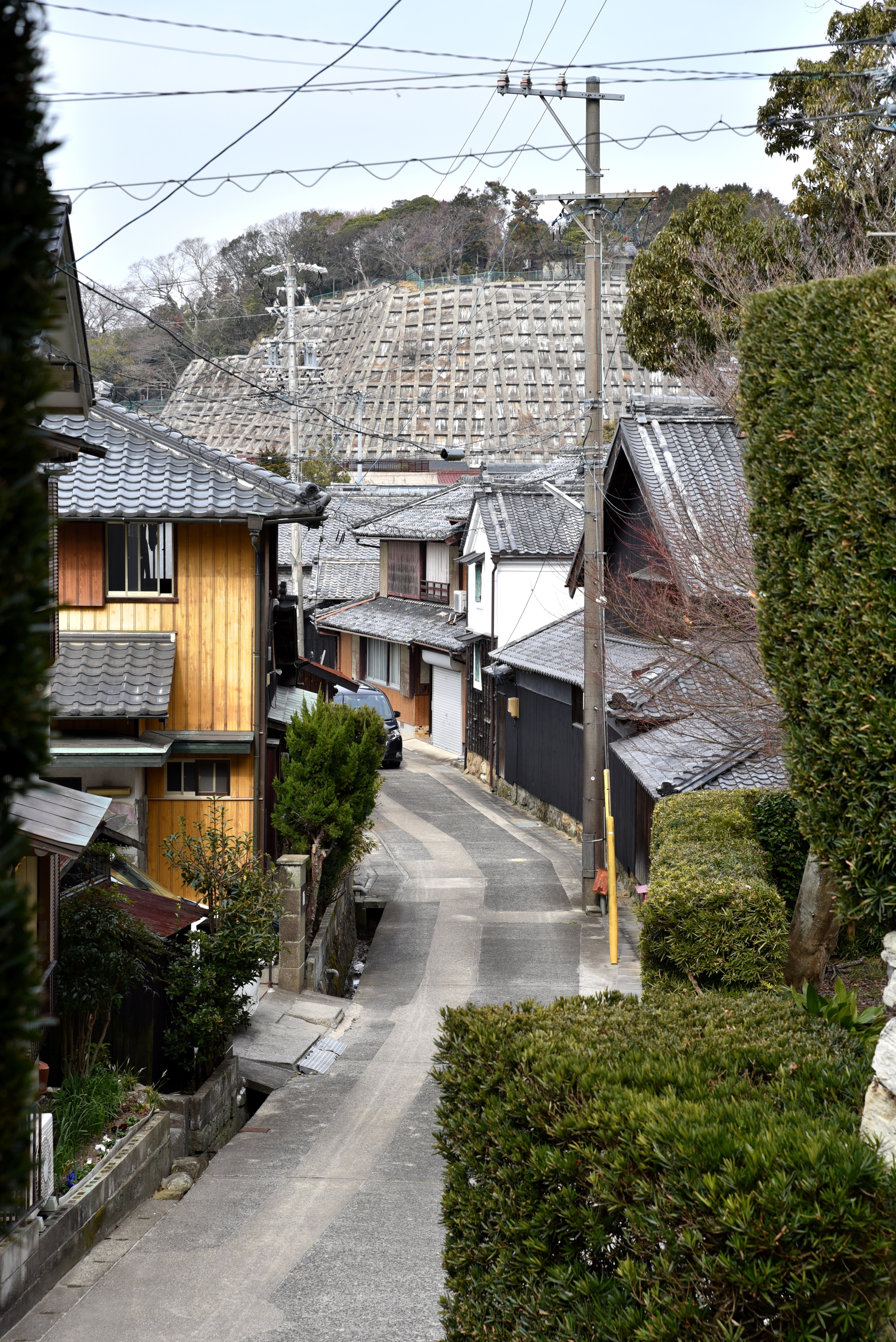
慈光寺から内田家住宅前の通りを望む
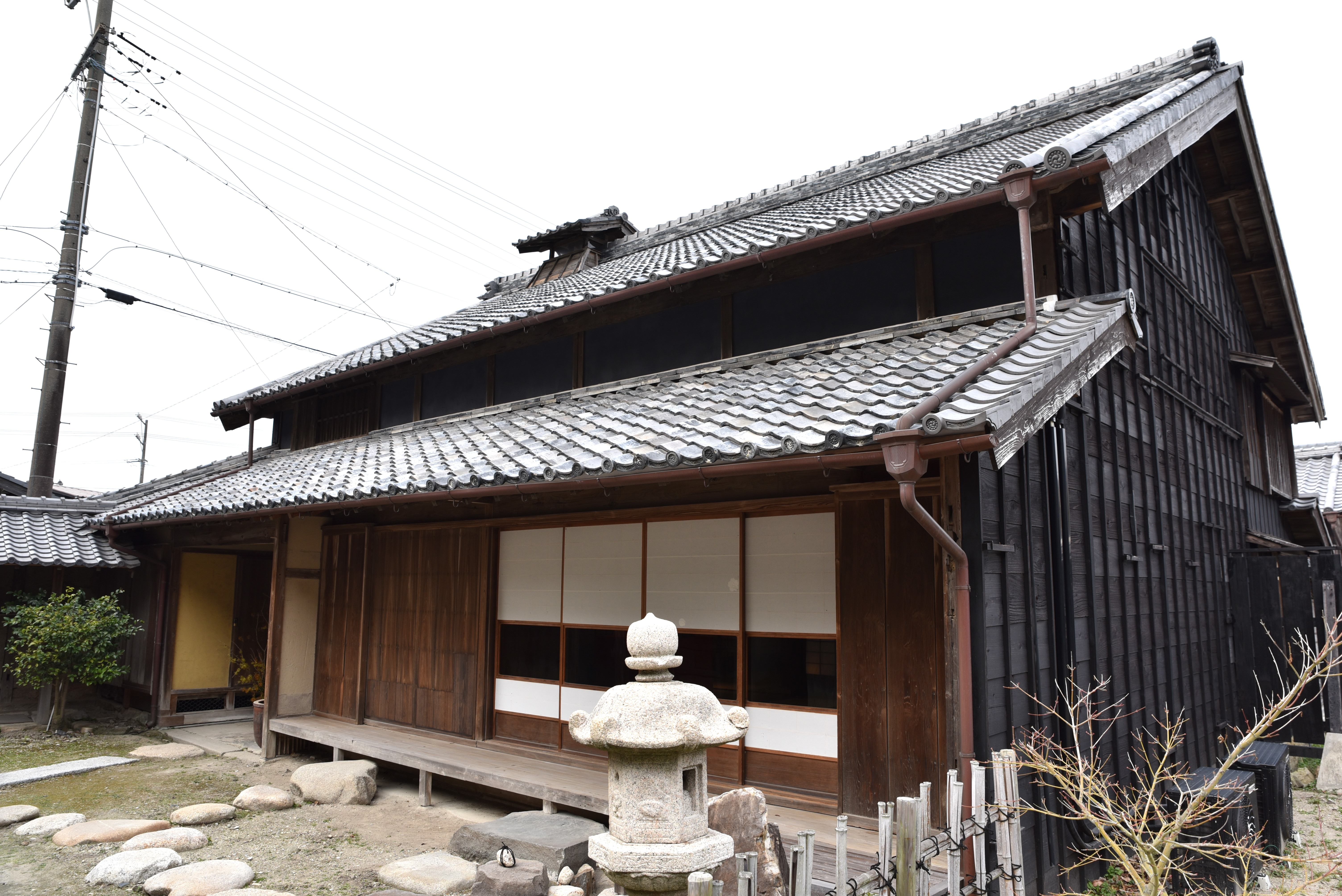
内田佐平二住宅
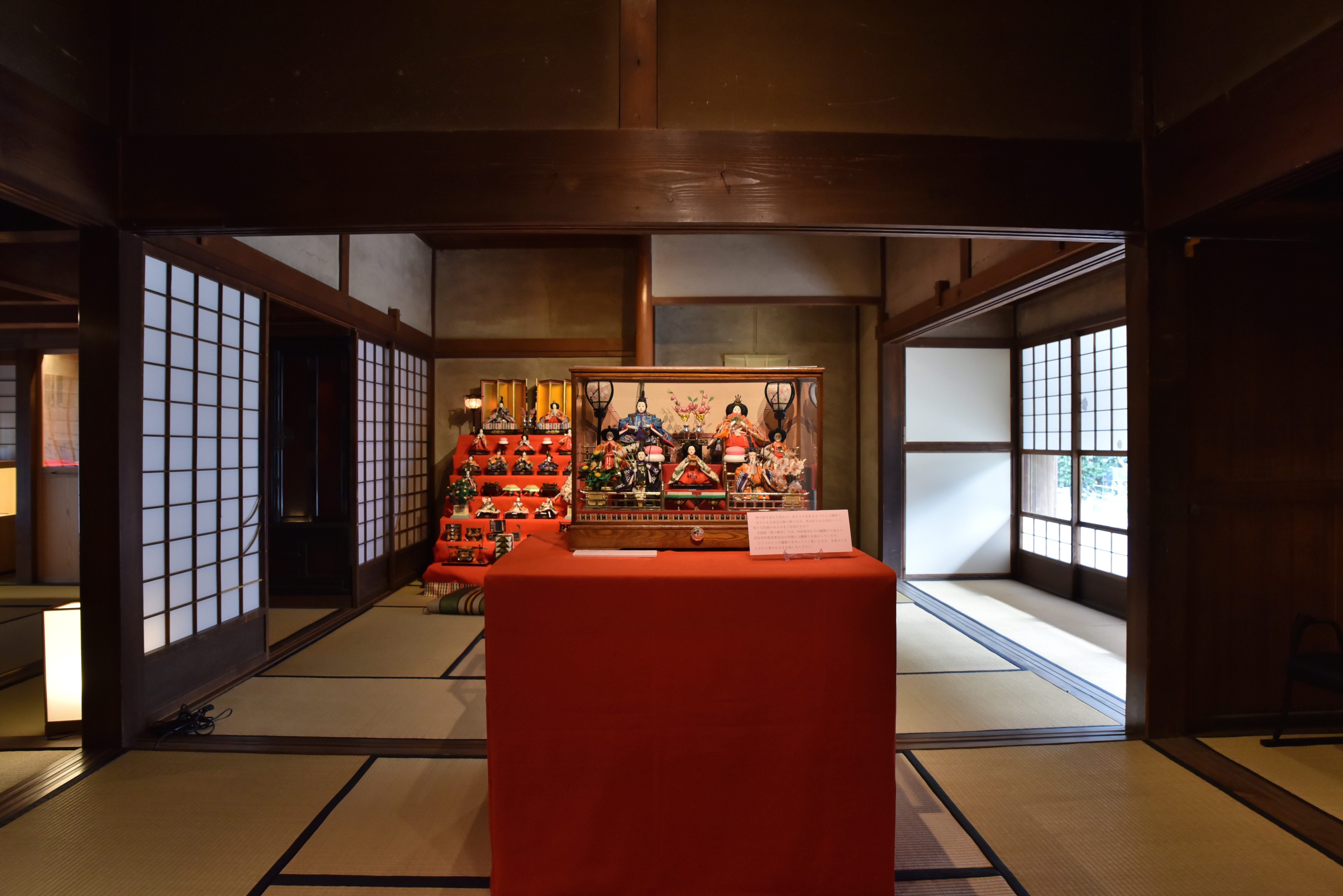
内田佐平二住宅の「だいどこ」と「おでい」
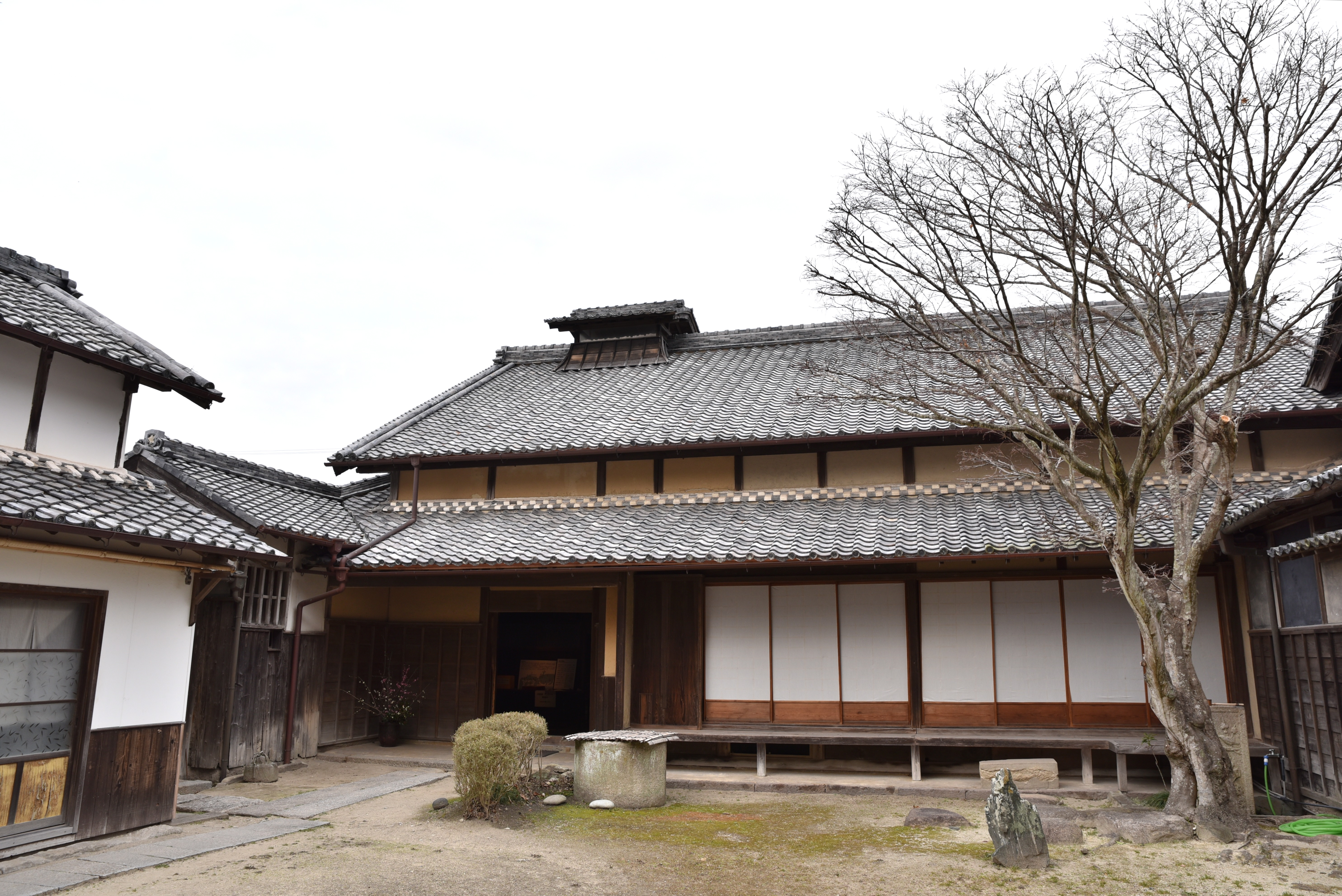
内田佐七住宅の主屋
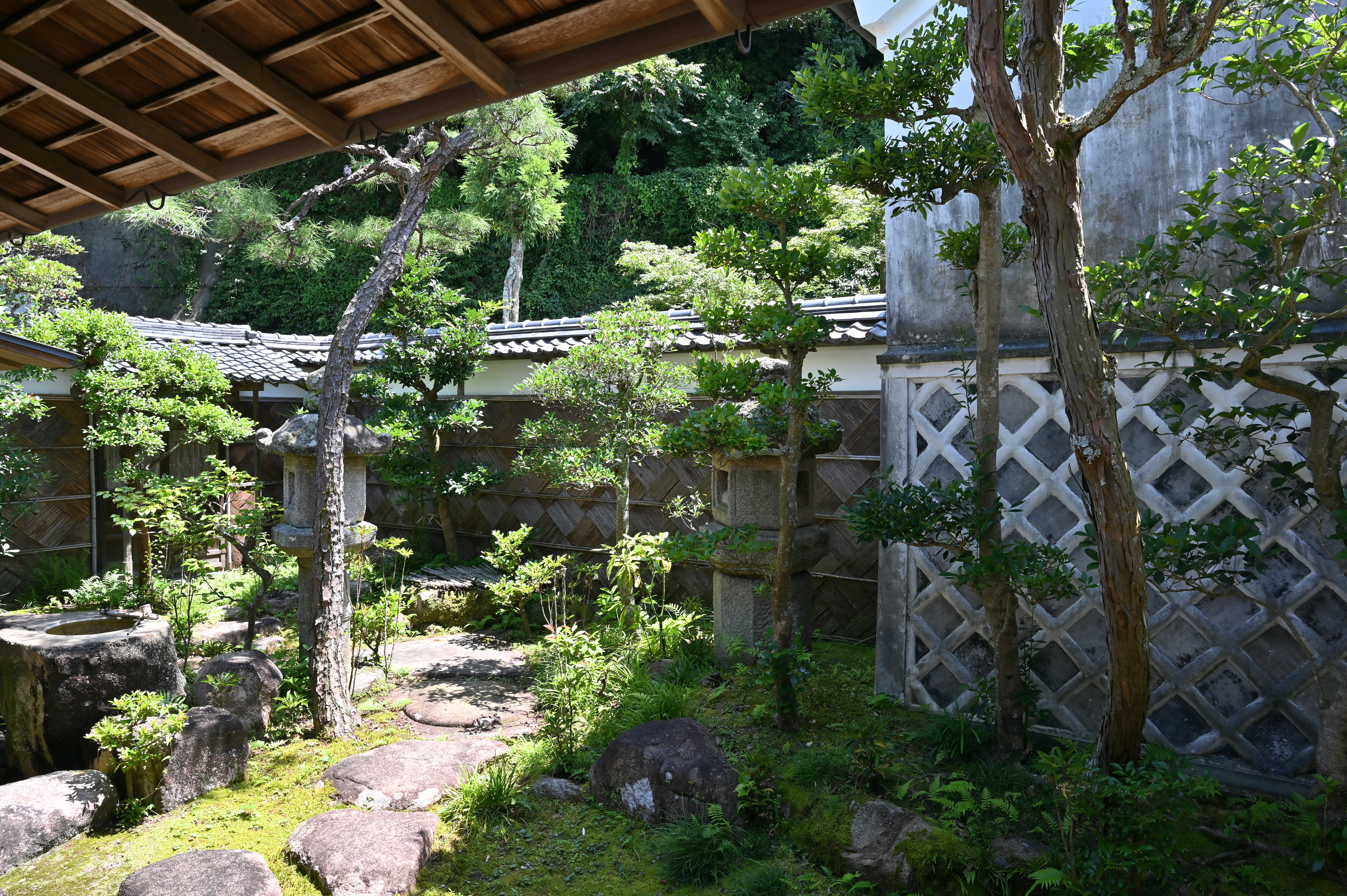
内田佐七住宅の南庭
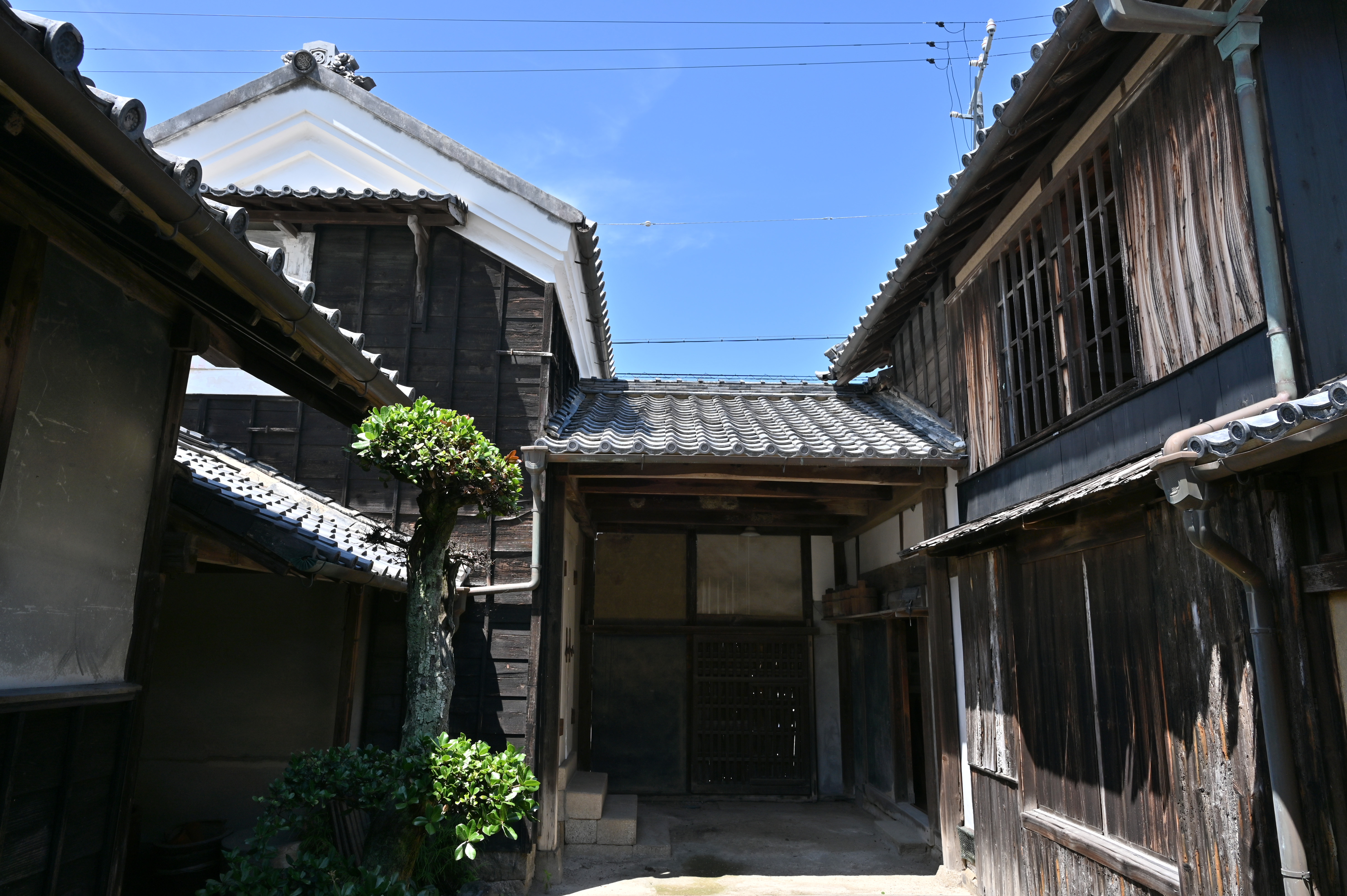
内田佐七住宅の戌亥蔵（左）と隠居屋（右）
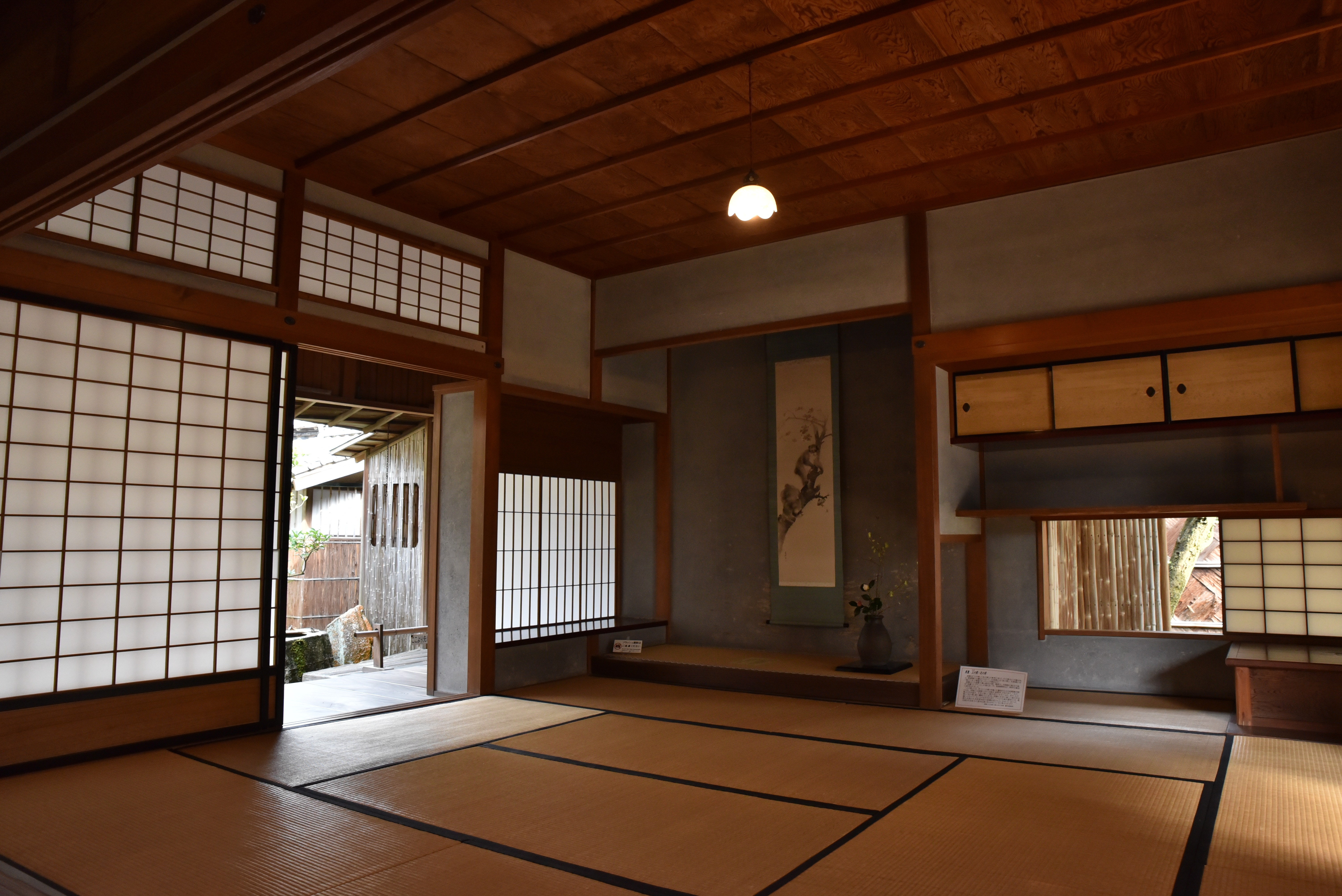
内田佐七住宅の上の間
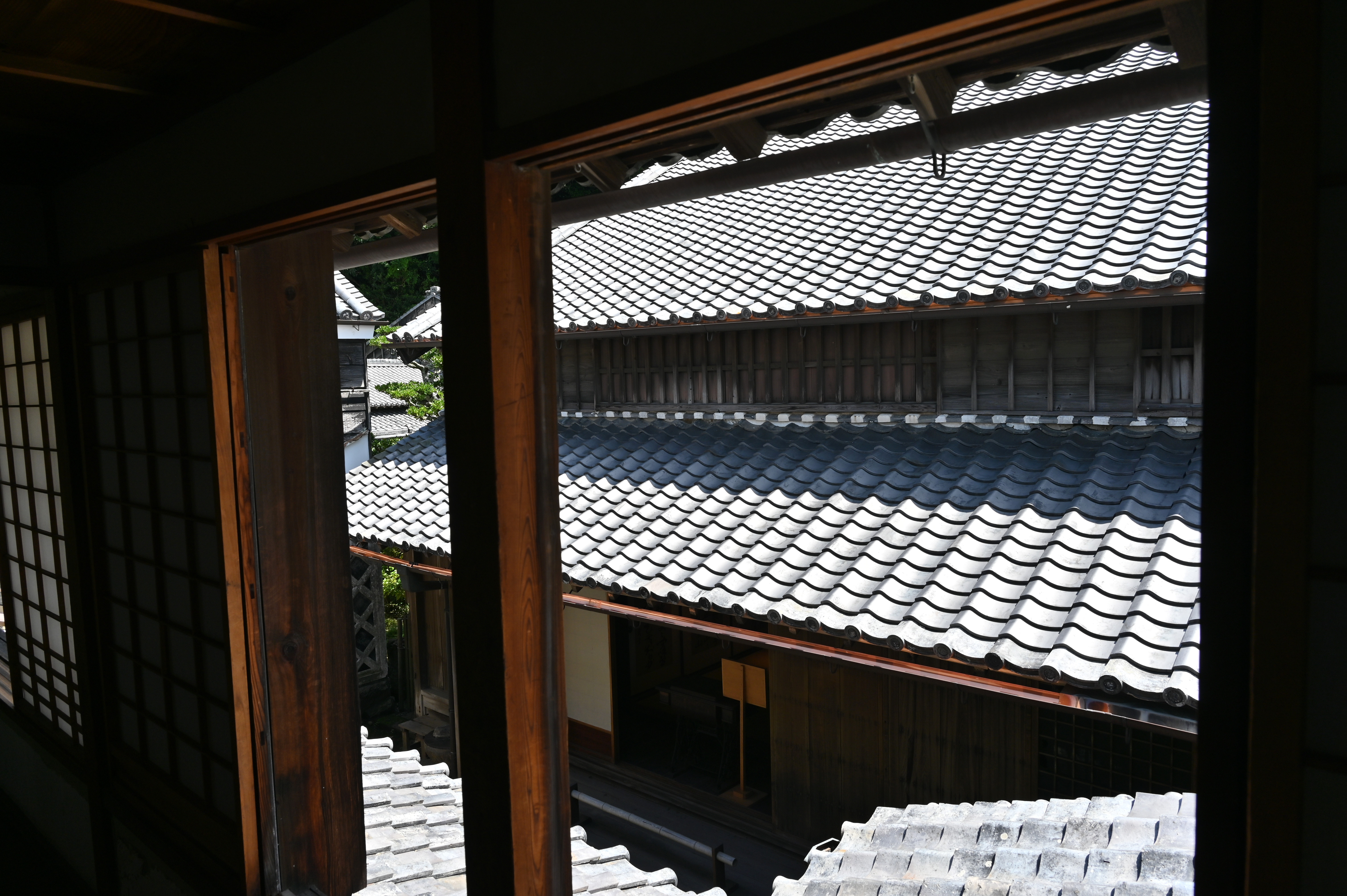
隠居屋２階から主屋を望む

## 利用案内
- 開館日 - 毎週土曜日・日曜日、国民の祝日[8]
- 開館時間 - 9：00～16：00[8]
- 休館日 - 平日[8]
- 入場料 - 300円[8]
- アクセス - 名鉄知多新線 内海駅から徒歩、または内海駅から海っ子バス西海岸線で「内田佐七家前」下車後徒歩で約2分[8]。